# サンピア伊賀
サンピア伊賀（サンピアいが、Sunpia Iga）は、三重県伊賀市にある温泉・宿泊施設。第三セクターの株式会社伊賀が運営している。開館当初は「三重厚生年金健康福祉センターサンピア伊賀」という名称で旧上野文化会館と共にオープンした。時の小泉政権下で全国厚生年金施設の一斉売却が国会決議され存続出来なくなる事態になった。そんな気風の中で市民の熱意と事業存続の気運から署名活動を経てウェルサンピア伊賀を存続させる会が立ち上がり、競争入札の準備が行われた。全国厚生労働省関係300余の売却予定施設において、伊賀市が全国初の市民運動により民営化された施設として一般入札に参加して平成21年2月に落札させる事に成功した。協賛金2000円及び1株50000円で資金を集め会社設立を行った。 2009年5月20日に「ヒルホテルサンピア伊賀」へ名称を変更した。
サラヤ株式会社（本社：大阪／代表取締役社長：更家悠介）が「ヒルホテル サンピア伊賀」の株式を取得し、2018年9月より経営に参画している。

## 主な施設
- 宿泊施設（全52室）
- 結婚式場
- レストラン、宴会場、会議室
- 屋内スケート場（令和3年3月14日をもって閉場）
- にぎわいパーク伊賀（グリルテラス・アヴァンティー・味恵の森）
- 屋外レジャープール（夏季のみ）
- プールフィッシング（１１月-３月）
- テニスコート
- ドッグラン
- 大浴場日帰り天然温泉「芭蕉の湯」
- 売店
- 駐車場160台(無料)

## 所在地
- 住所：〒518-0809　三重県伊賀市西明寺2756-104
  - 名阪国道友生IC・中瀬ICより3分。